# Użytek ekologiczny „Horodyska”
Horodyska – użytek ekologiczny położony na terenie tzw. Działów Grabowieckich w powiecie zamojskim w gminie Skierbieszów. Zajmuje powierzchnię 1,92 ha i znajduje się po prawej stronie rzeki Marianki. Leży w obrębie Skierbieszowskiego Parku Krajobrazowego.
Użytek powstał w 2005 r. (Uchwała Nr XXII/188/05 Rady Gminy Skierbieszów). Na powierzchni 1,92 ha objęto ochroną fragment zbocza przykrytego cienką warstwą lessu, spod którego ukazują się wapienne skały kredowe. Podłoże, a także ekspozycja południowa zbocza stwarza korzystne warunki dla rozwoju roślinności kserotermicznej. Użytek ekologiczny został utworzony przede wszystkim dla ochrony roślin ciepłolubnych, m.in. wisienki karłowatej, która tworzy na powierzchni ok. 1000 m² zarośla o zwarciu około 90%. Wisienka karłowata jest gatunkiem wpisanym do Polskiej Czerwonej Księgi Roślin. Użytek „Horodyska” położony jest na trawiastym stromym zboczu wzniesienia o wysokości 250,3 m n.p.m. Stanowi miejsce obserwacji gadów i motyli; jest również punktem widokowym na Działy Grabowieckie. Roztacza się stąd panorama na dolinę rzek Wolica i Marianka.
Część terenu użytku ekologicznego jest objęta dodatkową ochroną jako specjalny obszar ochrony siedlisk sieci Natura 2000 „Horodysko” (PLH060060); zajmuje on powierzchnię 2,89 ha.